# NetBIOS
NetBIOS (Network Basic Input/Output System) är ett API som tillhandahåller tjänster inom OSI-modellens femte lager, det vill säga sessionsskiktet. NetBIOS utvecklades 1983, och användes tidigt inom de i dag mindre vanligt förekommande IPX/SPX-protokollen. I mer modern kontext används NetBIOS i dag över TCP/IP (NetBIOS over TCP/IP). Ett av de mest praktiska användningsområdena av NetBIOS för den typiska hemanvändaren är möjligheten att kontakta värdnamn över det lokala nätverket, vilket möjliggör för exempelvis "ping garagedator" (i stället för exempelvis "ping 192.168.0.10") att fungera utan vidare konfiguration på någon av värddatorerna. Stöd för NetBIOS ingår bland annat i Microsoft Windows och Mac OS X.